# Ня
Ня (яп. ニャー) — японское звукоподражание мяуканию кошки (аналог русского «мяу»). Также интернациональное междометие японского происхождения, комментирующее наличие милоты или используемое как специфическое приветствие.

## О звукоподражании
Используется в аниме в качестве одного из атрибутов при отыгрывании ролей нэкосёдзё. Также используется для подчёркивания кавайности персонажа, чаще всего женских или детских ролей (персонаж произносит «ня» в определённой ситуации или в произвольной фразе, обозначая свою схожесть с кошкой или нежный, милый, игривый образ поведения).
В качестве характерных примеров употребления слова «ня» в речи персонажей аниме можно рассматривать аниме-сериалы «Магическая девочка-кошка Таруто» и «Ди-Ги Карат».

## В русском языке
Японизм «ня» стал прародителем неологизма «няша» — это ласковое прозвище для кого-то чрезвычайно милого и приятного пришло в русский язык из жаргона поклонников аниме. Многие отаку и просто любители аниме или манги добавляют «ня» на интернет-форумах и в сетевых чатах практически к каждой фразе в своих сообщениях, по поводу и без такового. Можно считать, что слово «ня» является атрибутом обобщённой кавайности лица, его использующего, или ситуации, в которой оно использовано. Повсеместное использование слова «ня» получило название «някать», то есть добавлять «ня» ко всем высказываниям.